# 夢を見るために毎朝僕は目覚めるのです
『夢を見るために毎朝僕は目覚めるのです』（ゆめをみるためにまいあさぼくはめざめるのです）は、村上春樹のインタビュー集。

## 概要
2010年9月30日、文藝春秋より刊行された。正式なタイトルは「夢を見るために毎朝僕は目覚めるのです 村上春樹インタビュー集 1997-2009」。表紙の絵は、大正・昭和期に活躍した版画家である長谷川潔の「日蝕」。装丁は野中深雪。2012年9月4日、文春文庫として文庫化された。その際、2011年6月のインタビューが新たに収録された。
あとがきで、本書の出版を強くすすめた編集者にまつわる思い出話と、出版にいたるまでの経緯が詳しく語られている。

## 内容
| タイトル | 聞き手                         | 初出                                                    |
| --- | ------------------------------ | ------------------------------------------------------- |
| アウトサイダー | ローラ・ミラー                 | Salon.com、1997年                                       |
| 現実の力・現実を超える力                                                                                               | 洪金珠                         | 時報周刊、1998年                                        |
| 『スプートニクの恋人』を中心に                                                                                         | 島森路子                       | 広告批評、1999年                                        |
| 心を飾らない人 | 林少華                         | 亜洲週刊、2003年                                        |
| 『海辺のカフカ』を中心に                                                                                               | 湯川豊・小山鉄郎               | 文學界、2003年                                          |
| 「書くことは、ちょうど、目覚めながら夢見るようなもの」                                                                 | ミン・トラン・ユイ             | magazine littéraire、2003年                             |
| お金で買うことのできるもっとも素晴らしいもの                                                                           | ロシアの読者からの質問         | BBCRussian.com、2003年                                  |
| 世界でいちばん気に入った三つの都市                                                                                     | ローランド・ケルツ             | PAPERSKY、2004年                                        |
| 「何かを人に呑み込ませようとするとき、あなたはとびっきり親切にならなくてはならない」                                   | ジョン・レイ                   | THE PARIS REVIEW、2004年                                |
| 「せっかくこうして作家になれたんだもの」 レイモンド・カーヴァーについて語る                                            | 「文學界」編集部               | 文學界、2004年                                          |
| 「恐怖をくぐり抜けなければ本当の成長はありません」                                                                     | 「文學界」編集部               | 文學界、2005年                                          |
| 夢の中から責任は始まる                                                                                                 | ジョナサン・エリス、平林美都子 | THE GEORGIA REVIEW、2005年                              |
| 「小説家にとって必要なものは個別の意見ではなく、その意見がしっかり拠って立つことのできる、個人的作話システムなのです」 | ショーン・ウィルシー           | THE BELIEVER BOOK OF WRITERS TALKING TO WRITERS、2005年 |
| サリンジャー、『グレート・ギャツビー』、なぜアメリカの読者は時としてポイントを見逃すか                                 | ローランド・ケルツ             | A Pubilc Space、2006年                                  |
| 短編小説はどんな風に書けばいいのか                                                                                     | 「考える人」編集部             | 考える人、2007年                                        |
| 「走っているときに僕のいる場所は、穏やかな場所です」                                                                   | マイク・グロッセカトヘーファー | DER SPIEGEL、2008年                                     |
| ハルキ・ムラカミ あるいは、どうやって不可思議な井戸から抜け出すか                                                      | アントニオ・ロサーノ           | Qué Leer、2008年                                        |
| るつぼのような小説を書きたい（『1Q84』前夜）                                                                           | 古川日出男                     | モンキービジネス、2009年                                |